# Pier Francesco Pingitore
Pier Francesco Pingitore (* 27. September 1934 in Catanzaro) ist ein italienischer Regisseur für Film und Fernsehen.

## Leben
Pingitore gehörte mit Mario Castellacci, Luciano Cirri und Piero Palumbo 1965 zu den Gründern des Kabaretts „Bagaglino“ (das zusätzliche „r“, das die Hommage an Anton Giulio Bragaglia noch deutlicher macht, musste aufgrund von Klagen gestrichen werden), mit dem er ab 1973 nach großen Erfolgen auf der Bühne auch im Fernsehen mit der Sendung Dove sta Zazà? und zahlreichen Nachfolgesendungen ein begeistertes Publikum fand. Bereits 1968 hatte Pingitore als Regisseur eines Dokumentarfilms über die Proteste der europäischen Jugend des Jahres 1968 vorgelegt; ab 1975 präsentierte er regelmäßig Arbeiten nach eigenen Drehbüchern, in denen er ihn seit Kabaretttagen begleitende Schauspieler (und allen voran Pippo Franco) einsetzte und bis 1983 auch hier geneigte Zuschauer fand. Rund zehn Jahre später folgte die Komödie Gole ruggenti. Nach weiteren sieben Jahren Pause begann eine neue Phase in Pingitores Schaffen, der nun regelmäßig Fernsehfilme inszenierte, die noch immer von einer breiten Öffentlichkeit gesehen wurden. Dabei behandelte er mit Tre stelle 1999 auch erstmals ernsthafte Themen, den Sturz des Faschismus. Sein bislang letztes Werk, Vita da paparazzo, geriet 2008 in die Schlagzeilen, als die im Film auch porträtierte Aïché Nana gegen die Form der Darstellung ihrer Person klagte. Pingitores Arbeiten sind sämtlich im deutschsprachigen Raum nicht gezeigt worden.
Seine Buchveröffentlichung Memoria del Bagaglino wurde 2013 mit dem Premio Acqui Storia ausgezeichnet.

## Filmografie (Auswahl)
- 1970: Dipingi di giallo il tuo poliziotto (Dokumentarfilm)
- 2008: Vita da paparazzo